# Hukumina
Le hukumina est une langue d'Indonésie parlée autrefois dans les
districts de Hukumina, Palumata et Tomahu dans le nord-ouest de l'île de Buru dans la province des Moluques.
Le hukumina n'avait plus qu'un locuteur, âgé de 80 ans en 1989, un habitant de l'ancien village de Hukumina, autrefois situé près de l'actuel village de Masarete, près du fort de Kayeli dans le nord-est de Buru. 
Le hukumina est classé dans le rameau central-oriental de la branche malayo-polynésienne des langues austronésiennes.
Un autre nom du hukumina est « bambaa », qui signifie « il n'y en a pas ». Le hukumina est probablement éteint.